# Svenska Baptisternas Ungdomsförbund
Svenska Baptisternas Ungdomsförbund (SBUF) var ett kristet ungdomsförbund som från 1905 och framåt bedrev verksamhet runt om i Sverige. Nästan alla församlingar inom Svenska Baptistsamfundet hade ett barn- och ungdomsarbete i SBUF-föreningar.
År 2006 beslöt årsmötet att tillsammans med Metodistkyrkans Ungdomsförbund (MKU) och Svenska Missionskyrkans Ungdom (SMU), gå in i en federation kallad Equmenia (tidigare Vision om enhet) och samtidigt uppmana modersamfunden att också gå samman (vilket 2011 resulterade i Equmeniakyrkan). SBUF, SMU och MKU sammanslogs slutgiltigt till Equmenia 2012 och upphörde därmed.

## Historik
Redan före 1905 fanns baptistiska ”ynglinga- och jungfruföreningar” på flera platser i landet. 1880 bildades en Ungdomsförening med både manliga och kvinnliga medlemmar. En första baptistungdomskonferensen hölls 1900.
SBUF har mångårigt bedrivit ungdomsverksamhet med olika inriktning. Goda kamrater (GK), var (från 1938) en verksamhet för 9-12-åringar som liknade dåvarande Vargungarna (ungefärligen motsvarande nuvarande Nyingscouter, Miniorscouter och Juniorscouter). GK-verksamhet fanns också i Finland. För något äldre ungdomar fanns, beroende på lokala traditioner, Juniorerna, senare kallat Tonår, med namn som Juniorföreningen Framtidshoppet eller Juniorföreningen Liljan, och/eller (från 1939) Scoutverksamhet. SBUF:s scoutverksamhet, som från 1949 var ansluten till KFUK-KFUMs scoutförbund, övergick den 1 januari 2008 till SMU Scout och blev 2013 Equmeniascout under det nya ungdomsförbundet Equmenia. För ännu något äldre ungdomar fanns också så kallade Ungdomsföreningar, senare ibland kallat Seniorerna, med namn som Ungdomsföreningen Seger.
Tid åt Gud-verksamheten (TåG) startade på 1950-talet, varvid ungdomar efter kortare utbildning arbetade som ungdomsledare främst i mindre församlingar. Man hade även ett omfattande arbete internationellt där man sände Volontärer till Pwo Karener, en ursprungsbefolkning i norra Thailand och 2007 återupptogs ett volontärprojekt i El Salvador. SBUF bedrev tillsammans med modersamfundet folkhögskolorna Sjöviks folkhögskola och 
Betel folkhögskola.

## Verksamhet
Det finns även ett SBUF i Finland, nämligen Svenska Baptisternas i Finlands Ungdomsförbund (SBFU) vilka 2007 firade 100-årsjubileum.

## Styrelse

### Ordförande
- 1905–1912 K. A. Modén
- 1912–1922 Hjalmar Danielsson
- 1922–1931 Gunnar Westin
- 1931–1932 Erhard Gehlin
- 1932–1935 Olof Hammar
- 1935–1938 Ruben Swedberg
- 1938–1947 Nils Netz
- 1947–1949 Knut Lagerstedt
- 1949–1952 Gösta Sterne
- 1952–1955 Gunnar Langerud
- 1955–1960 Erling Oddestad
- 1960–1964 Bo Swedberg
- 1964–1967 Lennart Granath
- 1967–1970 Ingemar Emanuelsson
- 1970–1971 Georg Johansson
- 1971–1973 Lars Åke Persson (nu med W)
- 1973–1977 Torbjörn Freij
- 1977–1979 Sören Carlsvärd (tidigare Andersson)
- 1979–1982 Anita Larsson
- 1982–1984 Per-Arne Freij
- 1984–1987 Sven Jansson
- 1987–1990 Boye Jensen
- 1990–1992 Nils Sköld
- 1992–1994 Magnus Lindvall
- 1994–1997 Thomas Forslin
- 1997–2000 Anders Hallqvist
- 2000–2004 Andreas Lindström
- 2004–2005 Kim D Bergman

### Sekreterare
- 1905– J. A. Borgström

### Förbundssekreterare
- 1925–1944 Edvin Ryde
- 1944–1949 Joel Sörenson
- 1949–1952 Knut Lagerstedt
- 1952–1957 Zeth Abrahamsson
- 1957–1964 Sven Ohm
- 1964–1968 Lars Arvidsson
- 1969 Lennart Granath
- 1969–1973 Sven Lindström
- 1973 Lars-Åke Persson
- 1974–1980 Lars Georg Sahlin
- 1981–1984 Bo Forsberg
- 1985–1987 Bengt Jansson
- 1987–1991 Sven Jansson
- 1991–1992 Kurt Naess och Per-Erik Lindberg
- 1992–1993 Kurt Naess
- 1993–1998 Sven-Gunnar Lidén
- 1998–2003 Elaine E Lindblom
- 2003– Malin Ivarsson